# Autoportret z paletą (obraz Jacka Malczewskiego)
Autoportret z paletą – obraz olejny autorstwa Jacka Malczewskiego, namalowany w roku 1892. Obecnie dzieło znajduje się w zbiorach Muzeum Narodowego w Warszawie.